# Castillo de Maians
El Castillo de Maians es un castillo del municipio de Castellfollit del Boix en la comarca del Bages (provincia de Barcelona) declarado Bien Cultural de Interés Nacional.

## Descripción
Se pueden observar en sus muros algunas hileras de opus spicatum, tres cisternas circulares y un buje o salida de cup. Las esquinas de los muros que quedan en pie son de sillares regulares mientras que los restos de paramento son de piedras más irregulares. Junto a los restos del edificio se encuentra un lagar circular y también los restos de la antigua iglesia románica de San Andrés de Maians.

## Historia
Es un castillo fronterizo documentado en el 927. Fue señorío jurisdiccional del monasterio de Sant Benet de Bages. En la crónica del acta de consagración del monasterio se menciona (927). El sitio de Mayans está documentado el año 924 como Guardiola de Sala o fortaleza que había construido un magnate del término llamado Sal-la, y que fue el fundador del monasterio de Sant Benet de Bages.